# Yamanokuchi Baku

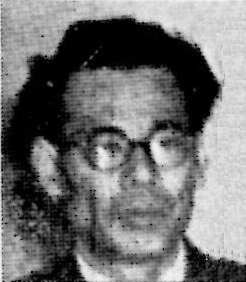
Yamanokuchi Baku

Yamanokuchi Baku (jap. 山之口 貘, wirklicher Name: Yamaguchi Shūsaburō, 山口 重三郎; * 11. September 1903 in Naha, Präfektur Okinawa; † 19. Juli 1963) war ein japanischer Lyriker.
Yamanokuchi ging 1923 nach Tokio, wo er in Kontakt mit Schriftstellern wie Satō Haruo und Kaneko Mitsuharu war. 1936 veröffentlichte er seinen ersten Gedichtband Shiben no sono (思弁の苑), der ihm große Anerkennung brachte. Kritisch setzte er sich mit der amerikanischen Besetzung seiner Heimat Okinawa auseinander. 1964 erschien posthum der Gedichtband Maguro ni Iwashi (鮪に鰯).